# Rafael Álvarez Lalinde
Rafael Álvarez Lalinde (1860-1949)  fue empresario caficultor reconocido por ser de los pioneros en la industrialización masiva del café en El Salvador. 

## Biografía

### Antecentes

###### El esplendor y decadencia del añil
Para finales de 1770 según don Martín de Mayorga, Presidente de la Real Audiencia de Guatemala, la cosecha de añil en El Salvador representaba un 2,000,000 de peso Oro.A principios del siglo XIX el añil era el pilar básico de la economía salvadoreña y Chalatenango era la más productiva; en el año 1804 la Intendencia de San Salvador produjo casi 250,000 libras de añil, de los cuales casi 15,000 eran producidas solo en Chalatenango. Los mayores compradores de añil eran España, Perú y muchos países europeos para dar color a sus prendas en el proceso de fabricación de estas
Para 1880 los colorantes sintéticos para ropa creados en China ganaron el mercado de  Europa y colapsó la industria salvadoreña del añil,por lo que siguiendo el ejemplo de Costa Rica, El Salvador tomando las bases sentadas por su expresidente el Capitán General Gerardo Barrios decidió convertirse en potencia cafetera, pero se carecía de conocimiento técnico que permitiera recuperar el terreno perdido por el añil, por lo que decidieron motivar la inmigración de extranjeros a través de incentivos en compra de terrenos.

###### Los ejidos
Antes de 1881 en El Salvador se protegían los ejidos; es decir tierras comunales sin propietarios, destinadas para que los indigenas las usaran para pastoreo de sus .animales o cosechas para uso comunitario. Pero ante la necesidad de atraer extranjeros, se dio la necesidad de tener tierras en oferta y así nació la Ley de Extinción de Comunidades (1881) y la Ley de Extinción de Ejidos (1882);las cuales obligaban a las alcaldías a quitar las tierras a los indígenas y venderlas a buen precio a extranjeros y a los "buenos vecinos de San Salvador".  El objetivo, como se indicó, era atraer extranjeros con conocimientos en procesos de industrialización o caficultura.Se tiene documentada la frase "El crecimiento solo se consigue con la experiencia de la inmigración” del político quezalteco Daniel Cornejo en 1873.  Lamentablemente esta expropiacion de tierras a indígenas, fue uno los muchos antecedentes del genocidio de 1932.

###### Extranjeros y el café

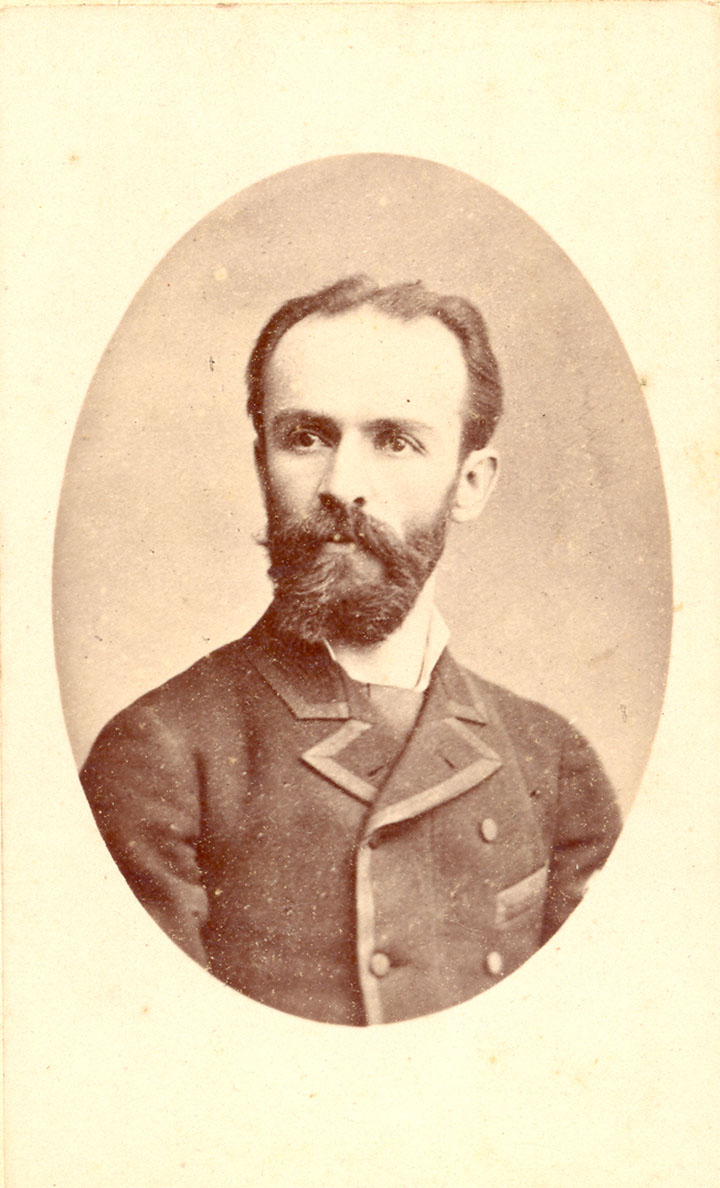
Emilio Álvarez Lalinde

Con la puesta en venta de muchas hectáreas de terreno para extranjeros y salvadoreños muchos extranjeros como la familia inglesa Soundy, el alemán Hedor Deininger y el colombiano Emilio Álvarez Lalinde (hermano mayor de Rafael Álvarez Lalinde, establecido desde 1872 en El Salvador) comenzaron a comprar a bajos precios  antiguas tierras ejidales y fincas a otros empresarios.
El colombiano Emilio Álvarez Lalinde llegó a poseer en Quezaltepeque 2114 hectáreas para cultivo de café, entre ellas la Finca Colombia aún en operación. Fue tanta la cantidad de producción de café, que necesitó llamar a sus hermanos en Colombia para que migraran a El Salvador y le ayudaran en el negocio. 
Emilio ha sido reconocido como exitoso empresario en El Salvador y también el padre de la cirugía médica en citado país.

### Primeros años.
Rafael Álvarez Lalinde, Nació en Medellín, Colombia en 1860. En 1880 a la edad de 20 años se casó con Julia Angel Macias en Manizales, Caldas, Colombia.
En el año de 1889, su hermano  Emilio Álvarez, establecido desde 1872 en El Salvador, en Quezaltepeque, le invitó a que le ayudara en el creciente negocio del café.  El viaje de Rafael Álvarez, desde Manizales, Colombia, tomó un mes, ya que en esa época se viajaba por carreta, hasta el puerto más próximo, en este caso al río Magdalena, donde se embarca hasta el Puerto de La Libertad.
Establecido en Quezaltepeque,  Rafael Álvarez comienza trabajar con su hermano en las fincas de Quezaltepeque y en cuestión de pocos años llegaron a poseer entre 1889 y 1893 las siguientes haciendas  en Quezaltepeque:
1. El Olvido
2. Antioquía
3. La Toma
4. Bolívar
5. Miranda
6. Santa Elena
7. Atapasco [13]

Su éxito en los negocios en Quezaltepeque le permitió hacerse de más haciendas en Santa Ana y Su ingenio, le permitió implementar en 1893 el primer  despulpador de El Salvador en la Finca Isabel de Quezaltepeque y posteriormente comprar más haciendas en Santa Ana.

### Carrera

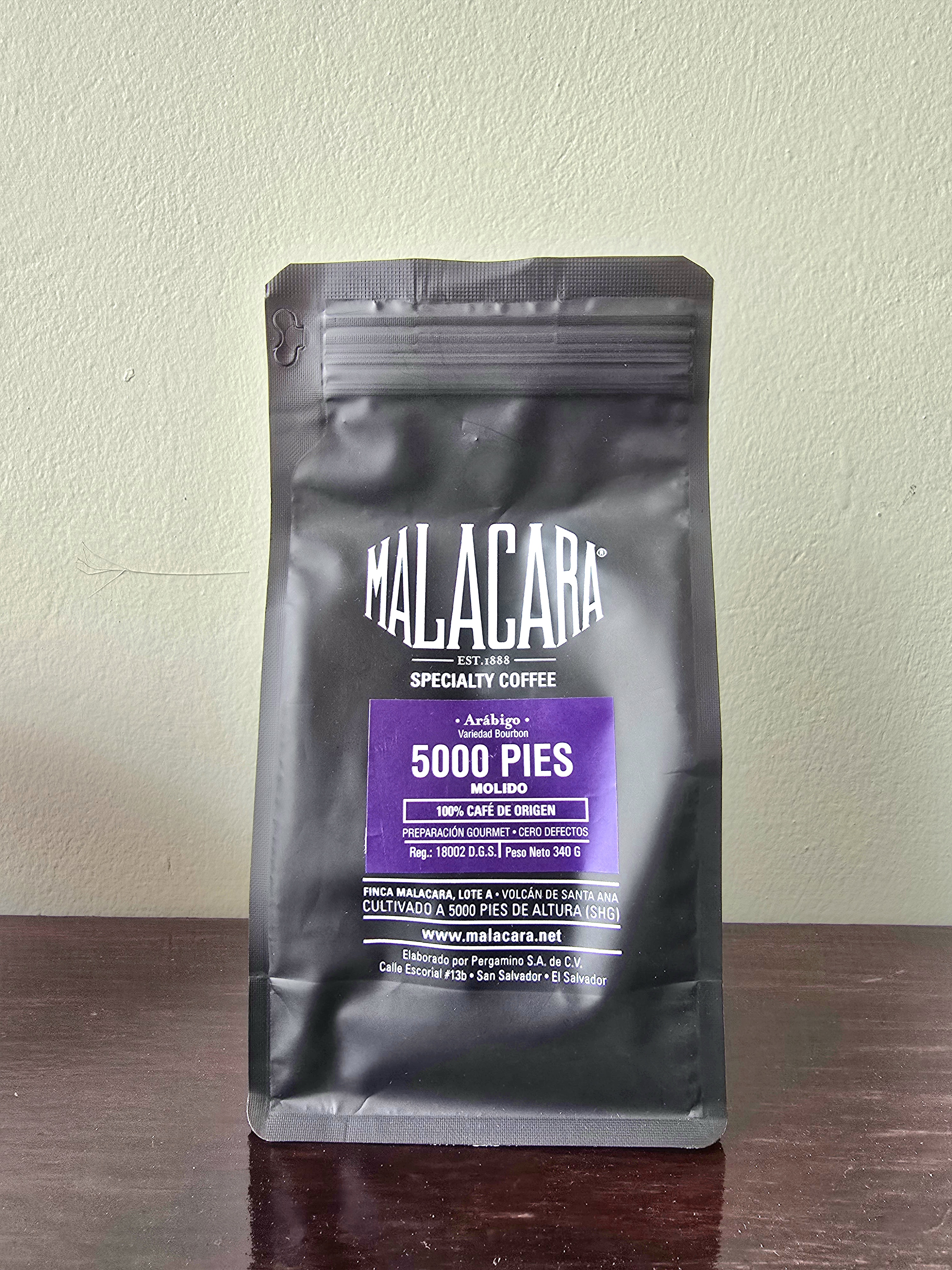
Café de la marca Malacara de la finca Malacara establecida en 1888 y aún en operación.

En 1897 cambió su residencia de Quezaltepeque a Santa Ana de forma permanente, departamento en donde previamente había llegado a heredar fincas de otros parientes colombiamos y además llegó a  comprar y fundar fincas en la ciudad occidental. Entre todas las fincas en propiedad en Santa Ana, destacan:
1. Malacara (Aún operando)[16]
2. La Reforma
3. El Molino
4. Potosí[13]

En la hacienda El Molino instaló el segundo despulpador de café en 1894  y contratando técnicos ingleses que le permitieron la tecnificación de cada proceso desde el lavado hasta el empacado para exportar.  Establecido en Santa Ana, logró ser alcalde del municipio en 1913.
Fue padre de 11 hijos, entre ellos María Álvarez quien fuera la primera sufragista del voto femenino en El Salvador.
Falleció el 6 de enero de 1949 en San Francisco, Estados Unidos. En su memoria se han nombrado calles, avenidas y centros escolares, como es el caso del Centro Escolar "Rafael Álvarez Lalinde" en Santa Ana.
Se considera que los descendientes de Álvarez Lalinde forman parte de las llamadas "14 familias de El Salvador", un término popular que hace referencia a un pequeño grupo de familias que, según la creencia popular, controlaban el rumbo del país. Aunque si bien es cierto que durante la República Cafetalera la concentración de tierras estuvo en manos de unos pocos, no existe evidencia concreta de que exactamente 14 familias dominaran el país. Esta idea forma parte del imaginario colectivo salvadoreño. Sin embargo, incluir a la lista a Rafael Álvarez Lalinde en ese grupo refleja la gran riqueza que logró acumular.
Es tatarabuelo del político salvadoreño Alejandro Muyshdont Álvarez.